# Separación de la Iglesia y el Estado en los Estados Unidos
La frase «separación de la iglesia y el Estado» es usada por Thomas Jefferson y otros expresando un entendimiento de la intención y función de la Cláusula de Establecimiento y la Cláusula de Práctica Libre de la Primera Enmienda a la Constitución de Estados Unidos que dice "El Congreso no hará ninguna ley respecto al establecimiento de una religión, o prohibirá la práctica libre de las mismas..."
La frase "separación de la iglesia y el estado" es generalmente relacionada con la Carta del 1 de enero de 1802 escrita por Thomas Jefferson, dirigida a la Asociación Bautista de Danbury en Connecticut, y publicada en un periódico de Massachusetts. Jefferson escribió:

"Contemplo con una soberana reverencia tal acto de todos los estadunidenses, quienes declararon que su legislatura 'no hará ninguna ley respecto al establecimiento de una religión, o prohibirá la práctica libre de las mismas,' construyendo así un muro de separación entre la Iglesia y el Estado."

Jefferson imitaba el lenguaje del fundador de la primera iglesia bautista de América, Roger Williams, quien en 1644 escribió sobre una "Cobertura o muro de separación entre el jardín de la iglesia y el desierto de el mundo." El Artículo Seis de la Constitución de Estados Unidos también especifica que "nunca se requerirá ninguna prueba religiosa como calificación para alguna oficina o fideicomiso público de Estados Unidos."
La metáfora de Jefferson de un muro de separación es citada varias veces por la Corte Suprema de Estados Unidos en Reynolds v. United States (1879) la Corte escribió que los comentarios de Jefferson "podrían ser aceptados casi cono una declaración autorizada de la primera enmienda." En Everson v. Board of Education (1947), el Juez Hugo Black escribió: "En las palabras de Thomas Jefferson, la cláusula contra el establecimiento de la religión por la ley fue pensada para erigir un Muro de Separación entre la Iglesia y el Estado."

Sin embargo, la corte no siempre ha interpretado el principio constitucional como absoluto, y el grado apropiado de separación entre gobierno y religión en Estados Unidos sigue siendo un tema continuo de debate apasionado.
- Datos: Q17166064